# Hondo Ohnaka
Hondo Ohnaka a Csillagok háborúja elképzelt univerzumának egyik szereplője.

## Leírása
Hondo Ohnaka a weequay fajhoz tartozó férfi kalóz és bandavezér. Magassága 185 centiméter, testtömege 80 kilogramm, bőr- és szemszíne szürke.

## Élete
Ez a kalózvezér a weequayok szülőbolygóján, Sriluuron született. Mivel szegény családban született, a szülei eladták rabszolgának. Azonban a fiatal Hondónak sikerült elmenekülnie, és kalózvezérré vált. Főhadiszállását a Florrum nevű bolygóra helyezte. A klónháborúk alatt fűszerkereskedésből (valószínűleg ryll vagy glitterstim), rablásból és zsarolásból élt.
Neki és bandájának sikerült elfognia a Független Rendszerek Konföderációjának vezérét, Dooku grófot. Felismerve, hogy milyen értékes a sith vezér, Hondo el akarta adni őt a Galaktikus Köztársaságnak, persze jó áron (jó nagy adag fűszerért). Hogy a Galaktikus Szenátus meggyőződjön arról, hogy Dooku gróf tényleg Hondo Ohnaka kezében van, elküldi Obi-Wan Kenobit és Anakin Skywalkert a Florrum bolygóra, de ők is foglyul esnek. Dookunak és a jediknek sikerül kiszabadulniuk, mire Jar Jar Binks és a klónkatonák megérkeznek.
Ohnaka és a jedik még találkoznak és harcolnak egymással Felucián, amikor is a kalózvezér e bolygó mezőgazdaságát akarja megdézsmálni.
Később Hondo Ohnaka fegyvert szállít az onderoni felkelőknek. Aztán Grievous tábornok megsemmisíti a Florrumon levő Ohnaka bázist. 20 BBY-ben Darth Maul sith, és testvére/tanítványa Savage Opress elmennek Florrumra fejvadászokat toborozni, de Hondo Ohnakának és kalózainak, valamint ekkortájt már jedi barátainak Obi-Wannak és Adi Galliának sikerült elkergetniük a zabrak testvéreket.
Hondo Ohnaka „háziállata” egy kowaki majom-gyík, amelynek neve Pilf Mukmuk.

## Megjelenése a filmekben
Hondo Ohnaka főleg a „Star Wars: A klónok háborúja” című televíziós sorozatban szerepel, ahol az első évad 11. és 12. részeiben Dooku gróf elfogásáról és kiszabadulásáról van szó. Ohnaka egyéb részekben is látható.
További megjelenései a „LEGO Star Wars III: The Clone Wars”-ban, a „The Clone Wars: Hunting the Hunters (Part I)”-ben, a „Star Wars: The Clone Wars: Darth Maul: Shadow Conspiracy”-ban, illetve a Star Wars: Lázadók animációs sorozatban vannak.